# NGC 4327
NGC 4327 је ознака објекта на координатама са ректансцензијом 12h 23m 14,3s и деклинацијом + 15° 44" 47'. Открио га је Ернст Вилхелм Леберехт Темпел, 1882. године. Каснијим посматрањима на том положају није уочен никакав астрономски објекат.